# نعمان (وشحة)

تعديل مصدري - تعديل

نعمان هي إحدى قرى عزلة بنى سعد بمديرية وشحة التابعة لمحافظة حجة، بلغ تعداد سكانها 137 نسمة حسب تعداد اليمن لعام 2004.